# Klauspeter Bungert

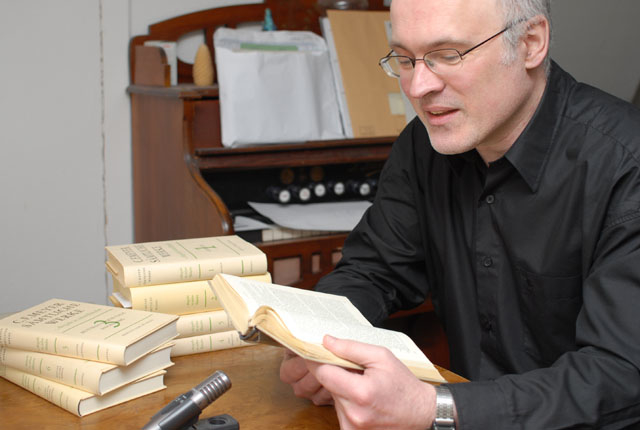
Klauspeter Bungert (2007)

Klauspeter Bungert (* 23. Mai 1954 in Trier) ist ein deutscher Musiker und Autor von Theaterstücken, Erzählungen, Essays und Gedichten.

## Leben
Klauspeter Bungert erhielt seit dem achten Lebensjahr Musikunterricht und bildete sich autodidaktisch weiter. Ab 1972 schrieb er als freier Mitarbeiter Rezensionen für eine Lokalzeitung. Nach abgebrochenem Germanistikstudium arbeitete er hauptberuflich als Pianist und Organist. Neben Auftritten in der Region Trier/Luxemburg hat er mehrere Solo-CDs eingespielt. 2015 erschien Die Klavierwerke von César Franck  – u. a. mit Bungerts Klaviertranskription von Francks Streichquartett, von dem er auch eine Fassung für großes Orchester schuf.
Zudem widmete er sich seit den 1970er Jahren seinem literarischen Schaffen und verfasste seitdem über 40 Theaterstücke, deren Bühnenrechte seit 2010 beim Cantus-Theaterverlag liegen. Erste Aufführungen fanden 2018 in Innsbruck und Trier statt.
Außerdem setzt sich Bungert in Literaturveranstaltungen und Essays mit dem Schweizer Dichter Conrad Ferdinand Meyer auseinander. 2008 gab er die erste Audioausgabe der Gesammelten Werke von Meyer auf fünf MP3-CDs heraus. Im Verlag 28 Eichen erschien 2015 ein größerer Prosatext und in vier Bänden, sein bis dahin fertiges dramatisches Schaffen in Buchform. 2018 folgte die Würdigung des Prosaschaffens von Arthur Conan Doyle, 2019 und 2020 eine umweltpolitische Dramenpentalogie, ein Gedichtband, ein medizinkritischer Roman, die Neufassung seiner Werkmonografie über den Komponisten César Franck, eine astrologische Studie und mehrere Partiturausgaben.

## Veröffentlichungen (Auswahl)

### Als Autor
- Die Felswand als Spiegel einer Entwicklung. Der Dichter C. F. Meyer als Gegenstand einer psychologischen Literaturstudie. Obermann, Berlin 1994, ISBN 3-00-004447-7.
- César Franck – die Musik und das Denken. Das Gesamtwerk, neubetrachtet für Hörer, Wissenschaftler und ausübende Musiker. Mit einer allgemeinen Erörterung zum Ineinandergreifen von Form und klingendem Satz. Peter Lang, Bern 1996, ISBN 3-631-30354-8.
- Interview. Erzählung. Verlag 28 Eichen, Barnstorf 2015, ISBN 978-3-940597-55-7.
- Dramen. 4 Bände. Verlag 28 Eichen, Barnstorf 2015.
- Unternehmen Faust. Eine politische Utopie an fünf Abenden. Verlag 28 Eichen, Barnstorf 2019, ISBN 978-3-96027-113-0.
- Wolkenfarben – Gedichte und kurze Prosa. Verlag 28 Eichen, Barnstorf. 2019, ISBN 978-3-96027-115-4.
- Fiktive Monologe krebskranker Frauen. Books on Demand, Trier 2019, ISBN 978-3-7392-3279-9.
- César Franck – Eine analytische und interpretative Annäherung an sein Werk. Canticus-Verlag, Hamburg 2019, ISBN 978-3-948435-00-4.
- Astrologie der Ereignisse – Doppelhoroskope historischer Persönlichkeiten, eruiert und diskutiert auf der Grundlage von Direktionen und siderischen Lunaren nach Alexander Marr (1919–2000). Books on Demand, Trier 2020, ISBN 978-3-7504-1777-9.
- Mein altes Viertel – Episoden aus den 1970ern. Erzählungen. Books on Demand, Trier 2020, ISBN 978-3-7519-7047-1.
- Interview. Protokolle eines Ausstiegs. Neufassung des Werks von 2015. Verlag 28 Eichen, Barnstorf 2022, ISBN 978-3-96027-135-2.
- Dramen. Band 5 – Elf Kammerspiele. Verlag 28 Eichen, Barnstorf 2023, ISBN 978-3-96027-139-0.
- Dramen. Band 6 – Zehn Kammerspiele. Verlag 28 Eichen, Barnstorf 2023, ISBN 978-3-96027-140-6.
- Conrad Ferdinand Meyer – Das Werk neu gelesen und interpretiert. Zur 200. Wiederkehr seines Geburtstags 2025. Canticus-Verlag, Hamburg 2025, ISBN 978-3-948435-01-1.

### Als Herausgeber
- C. F. Meyer – Das Gesamtwerk. Hörbuch. Trier 2008, ISBN 978-3-00-024887-0.
- César Franck: Paris – Ode patriotique. Erstdruck der Kantate von 1870 in der Fassung mit Orchester, zugleich arrangierte Transkription mit Altsaxophon (oder Trompete oder Kornett). Canticus Verlag (CAV14043), Hamburg 2019.

### Kompositionen
- Heiligs Kreuz. Text: Eduard Mörike. A-cappella-Motette. Canticus Verlag (CAV14051), Hamburg 2019.
- Concertino im barocken Stil für Violoncello oder Tenorsaxophon und Streichorchester (alternativ mit Klavier). Canticus Verlag (CAV14068), Hamburg 2021.
- Suite, Sonate und Finale. Canticus Verlag (CAV14072), Hamburg 2022.
- Imitatio (bestehend aus drei Teilen: Ein Kleinmeister um 1805 – Wiener Klassik; Dvořák in Amerika – Romantik; Fuge über zwei bekannte und ein eigenes Thema – Moderne). Canticus Verlag (CAV14090), Hamburg 2023.

### Musikalische Bearbeitungen
- Sinfonie nach dem Streichquartett D-Dur von César Franck. Canticus Verlag (CAV14024), Hamburg 2019.
- César Franck: Trios Op. 1 Nr. 3 & Op. 2, bearbeitet für Klavier und Streichorchester. Canticus Verlag (CAV14068), Hamburg 2020.
- César Franck: Alle Lieder und Kantaten für Singstimme und Klavier in deutscher Fassung. Mit erstmaliger Wiederveröffentlichung des Liedes Pour les victimes / Für die Opfer. Canticus Verlag (CAV14082), Hamburg 2022.
- Klavierauszug zu Gisbert Näther: Konzert für Flöte und Orchester op. 125. Canticus Verlag (CAV14089), Hamburg 2023.

## Diskografie
- Georg Schmitt (1821–1900). Ein musikalisches Portrait I (Eigenverlag; 1999)[9]
- Georg Schmitt (1821–1900). Ein musikalisches Portrait II (Eigenverlag; 1999)[9]
- Aus der Tiefe ruf ich zu dir. Orgelkonzert (Eigenverlag; 1999)[9]
- Gerhard Frommel (1906–1984). Klaviersonaten II bis VII – Caprichos – Bagatellen (Eigenverlag; 2001)[9]
- Georg Schmitt (1821–1900). Ein musikalisches Portrait III (Eigenverlag; 2005)[9]
- Klavierwerke von César Franck (Canticus-Verlag; 2015)[10]